# Acmonital

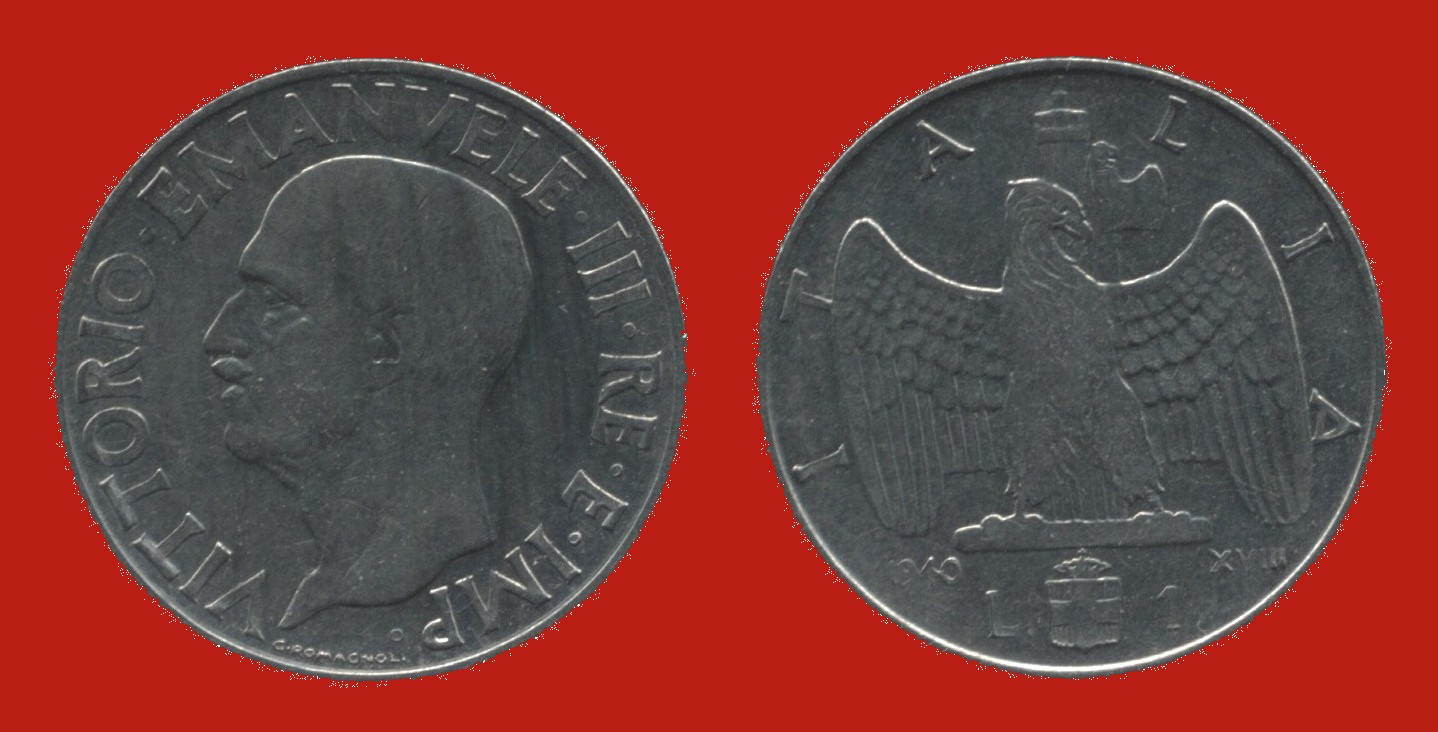
Pièce de monnaie d'une livre, 1940, en Acmonital

L' acmonital (Acciaio Monetale Italiano ou Acier monétaire Italien) est un alliage d'acier inoxydable composé principalement de fer, avec 0,14 % de carbone, 17,5 à 19 % de chrome, 0,50 % de magnésium, 1,15 % de silicium, 0,03 % de soufre et 0,03 % de phosphore. 
L'acmonital était utilisé pour la monnaie italienne.